# Eugoa taeniata
Eugoa taeniata är en fjärilsart som beskrevs av Johann Heinrich Fixsen 1887. Eugoa taeniata ingår i släktet Eugoa och familjen björnspinnare. Inga underarter finns listade i Catalogue of Life.